# Oliarus angsensis
Oliarus angsensis är en insektsart som beskrevs av Van Stalle 1987. Oliarus angsensis ingår i släktet Oliarus och familjen kilstritar. Inga underarter finns listade i Catalogue of Life.